# バナ夫
エリートバナナ・バナ夫（エリートバナナ・バナお）はカミオジャパンが展開している、バナナをモチーフにしたキャラクタータイトルである。2005年より、文房具、ぬいぐるみなどグッズを中心としたキャラクター展開が行われている。

## 概要
キャッチコピーは、「とってもスウィートなナイスガイ」。
主人公は『バナ夫』。登場人物はペットなどの動物以外、全員がバナナである。

## ショートアニメーション
2015年3月20日、ショートアニメ第1話の予告とテーマソングがYouTubeとニコニコ動画で公開された。
その後YouTubeにて最新話が不定期で公開されている。
最新話の第9話が2016年8月7日に公開。

## 登場人物
カワスベリ バナ夫
声 - 諏訪部順一
身長180cm　8月7日生まれのしし座　30歳独身
家族構成は父、母、姉の4人家族
性格は紳士。おおらかで優しい。スウィートスマイルと白い歯、語尾に「･･･」と余韻を残す優しい口調が特徴。
主人公。フィリピンからの帰国子女で優秀なエリートサラリーマン。祖父バナ造が設立したトロピカル商事株式会社でブランドマーケティング事業部に所属、役職はマネージャー。父バナ彦が現社長であり、バナ夫もいずれ社長となるが、ヒラから入社することを希望した。外国語が堪能で、英語を流暢に話す描写がある。ショートアニメーションでは華麗に中国語を披露した。
シミが一切なく、スレンダーでツルツルな肌が特徴。趣味はお酒（ブランデーが一番）、休日のドライブ、体を動かすこと、映画鑑賞、クラシック音楽など多彩。ワイングラスを片手に料理をすることもある。海外旅行に行く描写も多い。
スポーツが得意。サーフィンやバスケ、スノーボードなど何でも楽しむアウトドア派である。会員制のテニスクラブに通っており、幼なじみのテル彦といつも激しいラリーを繰り広げている。とても足がはやい。
ファッションには気を遣い、自分の持つものに妥協はしない。衣装はその場の雰囲気にあわせたものを着用することが多く、会社ではネクタイにスーツ姿、パーティでは白のタキシード、日本の行事では和服、風呂上りにはバスローブを着用する。
セレブでとても優しく、仕事もできてスポーツ万能と非常にモテるが、今は仕事一筋のため彼女はいない。
ツヤカワ テル彦
声 - 鈴村健一
身長178cm 3月28日生まれのおひつじ座 30歳独身
バナ夫の親友で中学からの付き合い。サロンを経営している。メガネをかけていることが多い。たれ目の優しい顔と目元のホクロが特徴。バナ夫と同い年だが、若い頃に日焼けをしたシミがある。スレンダーボディでつるつるはお肌からはいいにおいがする。とても足がはやい。
頭がとてもよく、スポーツも得意なアウトドア派。バナ夫とはよくお茶や花見、テニスをする。彼女がいるかいないかはヒミツ。
ゆう子
品種：ヒマラヤン
バナ夫が飼っている長毛の猫。バナ夫のことが大好きで、バナ夫以外にはなつかない。きれい好きでナルシスト。バナ夫が一人暮らしを始めた日、ペットショップで出会った。
体が汚れることと、ドライペットフードはが苦手。双子のチャールズ・ジェームスによくイタズラをされる。
猫なのに鳴き声はなぜか「ニィニィ」
古カワ部長
声 - 金光宣明
バナ夫の職場の上司。メガネをかけており、ずんぐりした体形でスウィートスポットが多い。仕事のよくできるバナ夫には甘いが、バナ夫の言うことしか聞かないOLたちに手を焼いている。最近、自分の体型を気にしている。
マイク 野田
声 - 村瀬歩
バナ夫の職場の新人。前方に曲がったヘタと困り顔が特徴。新人のころから優秀だったバナ夫と比較され、いつも「どうせ俺なんて･･･」とふてくされている。仕事ができモテるバナ夫に憧れている。小心者。
静子
声 - 上田麗奈
バナ夫の職場で働くOL三人組のリーダー的存在。細い体と赤い口紅が特徴。セレブ口調で話す。
三人のなかでは最も行動的で、バナ夫を追って海外に行ったこともある。職場ではバナ夫にいつもコーヒーを届け、バナ夫のためならよく働く。バナ夫との結婚を夢見ており、バナ夫に近づく女性をライバル視している。
花恵
声 - 中山恵梨香
バナ夫の職場で働くOL三人組のなかで一番年上で、お局さん的存在。アヒル口とツリ目が特徴。おばちゃん口調で話す。
職場ではバナ夫にいつもお茶を届け、バナ夫のためならよく働く。バナ夫との結婚を夢見ており、バナ夫に近づく女性をライバル視している。
かおり
声 - 矢野亜沙美
バナ夫の職場で働くOL三人組の一人。新人で、他の二人よりも控えめな性格。緑色のヘタとたれ目が特徴。「～です」「～ます」口調で話す。
職場では仕事そっちのけでバナ夫のために働く他の二人に仕事を押し付けられる。ちょっとドジなところがある。バナ夫との結婚を密かに夢見ている。
黄総経理（ふぁん そうけいり）
声 - 梨衣名
2015年のショートアニメで初登場。
バナ奈 リッチー
身長172cm 4月6日生まれのおひつじ座
バナ夫の姉。体型はスレンダーでトロピカル。薄い黄色の肌が特徴。元ミストロピカル。ニューヨークバナナと結婚し、ニューヨーク在住。双子の息子ジェームズとチャールズがいる。
ジェームス・チャールズ
リッチーの双子の息子で幼稚園に通っている。バナ夫の甥にあたる。肌は緑色で、瞳が茶色なのが兄のジェームス、瞳が青でそばかすがあるのが弟のチャールズ。どちらも口癖は「ウケケッ」。イタズラとバナ夫が大好き。苦手なものはオバケ。ニューヨーク在住。
チャイ
品種：雑種
リッチーと双子が飼っている長毛犬。マイペースでのんびり屋。双子によくイタズラされるが、気づかないことが多い。バナ夫に一番なついている。苦手なのは急ぐこと、急がされること、固い骨ガム。ニューヨーク在住。
鳴き声は「ギュルル･･･」
ジュリア先生
ジェームス・チャールズが通う幼稚園の先生。長いまつ毛とエプロンが特徴。バナ夫との結婚を夢見ている。ニューヨーク在住。
マリリン
ジェームス・チャールズが通う幼稚園の友達。オレンジ色の肌をしている。明るくて積極的な性格で、かなり大人っぽい性格をしている。口癖は「ウフフッ」。ニューヨーク在住。
サッチー
テル彦の秘書で、メガネと緑色のヘタが特徴。いつもテル彦の側にいて、テキパキと仕事をこなす。
ゆう・なお・さき
バナ夫が海外出張の際に利用する航空会社BNAのキャビンアテンダント三人組。社のトレードマークである青地に白いラインが入ったスカーフを着用している。OL三人組のライバル。
三人ともバナ夫との結婚を夢見ており、出張時にファーストクラスを利用するバナ夫への待遇は厚い。バナ夫が機内で着用したアイマスクを三人で取り合ったことがある。
謎のマダム
ピンクの犬の散歩をする女性。散歩中にバナ夫に出会って以来バナ夫のことが好きになり、ペットをエサにバナ夫に近づこうとしている。バナ夫との結婚を夢見ている。
謎の女性
謎の美人女性。恥ずかしがり屋で、バナ夫の前ではいつも汗をかき、ドキドキしている。バナ夫との結婚を夢見ている。

## テーマソング
『バナ夫さま♡スキスキ大作戦』
バナ夫にメロメロなOL三人組が、バナ夫の魅力を語る歌詞となっている。

## その他展開
- 『エリートビジネスマン★バナ夫のすべらない英会話』（2015年2月、ISBN 9784799104057）
- 今週、東京にやって来る。(検証不能)